# Аксель (имя)
Аксель (Axel, Aksel, Axl, Akseli и др.) — мужское имя или фамилия в германских языках.
Имя пришло из скандинавских языков. По одной из версий произошло от еврейского «Авшалом» (ивр. אַבְשָׁלוֹם‎) и означает «отец мира» или от древневосточноскандинавского Askjell «благочестивый дом». По другой версии, от имени Авшалом (Absalom) произошла древнезападноскандинавская форма имени Axelen, которая затем трансформировалась в Aksel поскольку датский архиепископ Абсалон (1128–1201) был также известен как Аксель Лундский. Имя Аксель могло возникнуть через Акселена из Абсалона, возможно, в результате слияния с существующим именем Аскель (или Аскил) со средневековыми формами древнескандинавского имени Аскетилл (от анс «бог» и кетилл «котел/шлем»). Сторонники восточноскандинавского происхождения имени утверждают, что оно использовалось как крестильное имя в Норвегии еще в XIV веке. Известно в Дании и Шведском Бохуслене с XIV века, в Норвегии с 1490-х годов. В Швеции стало популярным в XIX веке.

## Варианты имени
- Эксл, Эксел, Эксель — в английском языке.
- Аксели — в финском языке.